# قلعة الصفقين
قلعة الصفقين وهي إحدى القلاع اليمنية الأثرية القديمة وتقع في مركز مديرية حفاش وترتفع (1170 مترًا) عن مستوى سطح البحر.

## الوصف
شيدت القلعة على مرتفع جبلي شاهق إلى الشرق من مركز حفاش، تتميز أبنيتها بطابع معماري وفني رائع على شكل بيوت قلاعية مكونة من عدة أدوار، وتمثل وحدة معمارية واحدة مستطيلة، زودت بأسوار دفاعية في الأمـاكن المنحدرة، يقع مدخل القلعة في الناحية الغربية، أهم مكونات الحصن المسجد فـي الناحية الشرقية، ويجاوره بناء من ثلاثة أدوار، ويلاحظ وجود الإضافات والتجديدات التي طرأت على المسجد والقلعة الأمر الذي أدى إلى طمس كثير من معالمها الأثرية وتعتبر من أهم المعالم التاريخية والأثرية التي تزخر بها مديرية حفاش.